# Les Échelles
Les Échelles település Franciaországban, Savoie megyében. Lakosainak száma 1270 fő (2022. január 1.). Les Échelles Entre-deux-Guiers, Miribel-les-Échelles, Saint-Christophe-sur-Guiers, Saint-Christophe, Saint-Franc és Saint-Pierre-de-Genebroz községekkel határos.

## Népesség
A település népességének változása:
| Lakosok száma | 1186 | 1206 | 1228 | 1223 | 1231 | 1239 | 1246 | 1254 | 1270 |
|               | 2013 | 2015 | 2016 | 2017 | 2018 | 2019 | 2020 | 2021 | 2022 |